# Comuna de Ząbkowice Śląskie
Ząbkowice Śląskie (polaco: Gmina Ząbkowice Śląskie) é uma gminy (comuna) na Polónia, na voivodia de Baixa Silésia e no condado de Ząbkowicki. A sede do condado é a cidade de Ząbkowice Śląskie.
De acordo com os censos de 2004, a comuna tem 23 289 habitantes, com uma densidade 158,6 hab/km².

## Área
Estende-se por uma área de 146,88 km², incluindo:
- área agricola: 83%
- área florestal: 7%

## Demografia
Dados de 30 de Junho 2004:
|                      | Total   | Total | Mulheres | Mulheres | Homens  | Homens |
| -------------------- | ------- | ----- | -------- | -------- | ------- | ------ |
|                      | pessoas | %     | pessoas  | %        | pessoas | %      |
| População            | 23 289  | 100   | 12 267   | 52,7     | 11 022  | 47,3   |
| Densidade (pop./km²) | 158,6   | 100   | 83,5     | 83,5     | 75      | 75     |

De acordo com dados de 2002, o rendimento médio per capita ascendia a 1167,38 zł.

## Subdivisões
- Bobolice, Braszowice, Brodziszów, Grochowiska, Jaworek, Kluczowa, Koziniec, Olbrachcice Wielkie, Pawłowice, Sadlno, Sieroszów, Stolec, Strąkowa, Sulisławice, Szklary, Tarnów, Zwrócona.

## Comunas vizinhas
- Bardo, Ciepłowody, Kamieniec Ząbkowicki, Niemcza, Piława Górna, Stoszowice, Ziębice